# Неспешность
«Неспешность» (фр. La lenteur) — роман чешско-французского писателя Милана Кундеры, впервые опубликованный в 1995 году во Франции. Первая художественная книга автора, написанная на французском языке. Кундера здесь анализирует особенности современной жизни, связанной со «сверскоростями», и сравнивает её с неспешным бытом XVIII века, описанным в новеллах Виван-Денона. Действия романа проходят во Франции. 